# عثمان خان تركئي
عثمان خان تركئي (بالإنجليزية: Usman Khan Tarrakai)‏ (1 سبتمبر 1947 - ) سياسي من باكستان. ينتمي إلى حركة الإنصاف الباكستانية. تولى منصب عضو الدورة ال 14 في الجمعية الوطنية في باكستان (منذ 1 يونيو 2013)، وعضو الدورة ال 15 في الجمعية الوطنية في باكستان.